# Hydrillodes murudensis
Hydrillodes murudensis là một loài bướm đêm trong họ Noctuidae.